# Wendigo (film)
Wendigo è un film horror del 2001, appartenente alla serie di pellicole prodotte sotto il Dogma95 (stipulato da Lars Von Trier). Il film si avvalora della regia di Larry Fessenden, ed è basato sulla leggenda del Windigo, una creatura demoniaca presente nel folklore pellirossa talvolta collegata dai criptozoologi a Bigfoot e Yeti.
Pubblicato in Italia direttamente per il mercato home video dal 10 febbraio 2004 su distribuzione Cecchi Gori Home Video, è stato oggetto di una videopremière il 2 dicembre 2003 con un visto censura stabilito a VM 14.

## Trama
George è un fotografo professionista che lavora per un'importante azienda di Manhattan. Ha una moglie, Kim, e un figlio, Miles.
All'aumentare dello stress dovuto al troppo lavoro, George si prende le ferie e porta la sua famiglia in Nord America a fare una vacanza invernale.
Sulla strada dell'andata, George investe accidentalmente un cervo per via della strada ghiacciata che non gli ha permesso di frenare in tempo. Quest'uccisione è l'inizio di tutta la storia, infatti procedendo sull'autostrada, i tre protagonisti vengono fermati da un burbero locale, Otis, che dopo averli sgridati per l'accaduto lascia George molto scosso.
La famiglia si ferma in una località tranquilla dotata del minimo indispensabile, soggiornano la notte in una pensione e l'indomani un negoziante amerindo regala al piccolo Miles una statuina di Wendigo, una creatura leggendaria del posto, nata dal folklore pellirossa e ora parte integrante della vita quotidiana dei cittadini come se esistesse realmente.
Miles rimane molto traumatizzato dal racconto e si convince dell'esistenza della creatura, soprattutto alla luce del fatto che la foresta circostante incute timore anche ai paesani e pochi vi si avventurano.
Durante il pomeriggio George e Miles vanno a sciare in montagna, ma il padre non molto esperto cade e rimane indietro. Il bambino invece crede che il papà sia stato attaccato dal Wendigo e per questo slitta il più veloce possibile per raggiungere sua mamma Kim e dirle tutto.
La ricerca dei due si rivela infruttuosa e al loro ritorno all'appartamente trovano la macchina di George tutta insaguinata e lui chiuso dentro sul sedile anteriore tutto sanguinante. Ma la teoria di Miles è completamente fuorviante, infatti il vecchio Otis raggiunge la famiglia in ospedale e racconta che vicino al luogo in cui sciava George v'è un poligono di tiro e lui ha sparato tra gli alberi con un fucile da caccia pensando si trattasse di qualche animale.
Le condizioni di George si aggravano di minuto in minuto, e il piccolo Miles crede ancora che sia stato il Wendigo a ridurlo in questo stato. Nel frattempo, Otis ha un diverbio con lo sceriffo Tom Hale alla fine del quale lo uccide per poi scappare con la sua macchina il più lontano possibile.
Ma proprio durante la fuga di Otis, nella buia notte dell'inverno nordamericano un'ombra in autostrada gli devia il percorso e lo fa sbandare contro un albero.
Otis capisce che è il Wendigo e quindi corre verso la foresta non guardando se esso lo stia rincorrendo o no, ma durante questa folle fuga dalla morte finisce di nuovo in città dove viene investito dal vicesceriffo che non si era accorto della sua presenza.
Al termine si vede Otis trasportato in barella verso il pronto soccorso, il mercante pellirossa che traina il suo carro di merci e il piccolo Miles che accarezza la statuina del Wendigo sorridendo.

## Riconoscimenti
- Premio della Giuria al Woodstock Film Festival (2001)